# Georg von Krosigk
Georg Adolf Friedrich von Krosigk (* 3. Juni 1854 in Halle (Saale); † 8. August 1912 in Eisenach) war ein preußischer Generalleutnant.

## Leben

### Herkunft
Georg war ein Sohn des Geheimen Regierungs- und Landrats des Saalkreises Kurt von Krosigk (1819–1898) und dessen Ehefrau Armgard, geborene von Haeseler (1822–1891) aus dem Hause Klosterhäseler. Der preußische Generalleutnant Max von Krosigk (1846–1919) war sein älterer Bruder.

### Militärkarriere
Krosigk besuchte das Gymnasium in seiner Heimatstadt und trat am 11. Oktober 1873 als Dreijährig-Freiwilliger bei der 11. Kompanie des 1. Garde-Regiments zu Fuß in die Preußische Armee ein. Bis Mitte Februar 1875 avancierte er zum Sekondeleutnant, war 1877/83 Adjutant des II. Bataillons  und anschließend Regimentsadjutant. Als Premierleutnant wurde Krosigk vom 1. Mai 1886 zum Großen Generalstab kommandiert und am 22. März 1887 dem Generalstab der Armee aggregiert. Unter Stellung à la suite erfolgte Anfang April 1887 seine Kommandierung zum Generalstab des XIII. (Königlich Württembergisches) Armee-Korps in Stuttgart. In dieser Stellung wurde Krosigk Mitte April 1888 Hauptmann und am 20. September 1890 in den Generalstab der 20. Division nach Hannover versetzt. Daran schloss sich von Oktober 1891 bis März 1893 eine Verwendung als Kompaniechef im Füsilier-Regiment „Königin“ (Schleswig-Holsteinisches) Nr. 86 an. Anschließend wurde er in den Generalstab der 2. Garde-Division versetzt und avancierte Mitte September 1893 zum Major. Unter Versetzung in den Großen Generalstab war Krosigk vom 9. März 1895 bis zum 20. April 1898 als Militärattaché zur Gesandtschaft in München kommandiert. Er kehrte dann als Kommandeur des III. Bataillons im Leibgarde-Infanterie-Regiment (1. Großherzoglich Hessisches) Nr. 115 in den Truppendienst zurück, wurde im April 1900 Oberstleutnant und am 22. Mai 1900 mit der Wahrnehmung der Geschäfte als Chef des Generalstabes des XVII. Armee-Korps in Danzig beauftragt. Nach einem Jahr beauftragte man ihn mit der Wahrnehmung der Geschäfte eines Abteilungschefs im Großen Generalstab, bevor er am 16. Juni 1901 zum Chef der 7. Abteilung ernannt wurde. Anschließend war Krosigk vom 7. Juli 1901 bis zum 30. April 1904 Chef des Generalstabes des XIV. Armee-Korps in Karlsruhe. Zwischenzeitlich zum Oberst befördert, erhielt er dann das Kommando über das 3. Garde-Regiment zu Fuß. Am 13. Februar 1906 beauftragte man Krosigk mit der Führung der 4. Garde-Infanterie-Brigade und ernannte ihn am 13. September 1906 unter Beförderung zum Generalmajor zum Kommandeur dieser Brigade. Als Generalleutnant war er ab dem 27. Januar 1910 Kommandeur der 28. Division in Karlsruhe und erhielt anlässlich des Ordensfestes im Januar 1912 den Stern zum Roten Adlerorden II. Klasse mit Eichenlaub. Aufgrund eines schweren Nervenleidens musste Krosigk seinen Abschied nehmen und daher am 2. April 1912 unter Verleihung des Kronenordens I. Klasse mit Pension zur Disposition gestellt.
Er war Rechtsritter des Johanniterordens und verstarb unverheiratet bei einem Zugunfall in Eisenach.